# Leonhard Schmitz
Leonhard Schmitz (1807 - maio de 1890) foi um erudito clássico e educador alemão, ativo principalmente no Reino Unido.